# Takanamat
Takanamat (auch: Takanamate, Takanamatt) ist eine Landgemeinde im Departement Tahoua in Niger.

## Geographie
Takanamat liegt in der Sahelzone. Die Nachbargemeinden sind Tillia im Norden, Affala im Osten, Bambeye im Süden und Tébaram im Westen.
Bei den Siedlungen im Gemeindegebiet handelt es sich um 23 Dörfer, 108 Weiler und 7 Lager. Zusätzlich erhebt Takanamat Anspruch auf vier weitere Siedlungen in der Nachbargemeinde Tébaram. Der Hauptort der Landgemeinde ist das Dorf Takanamat. Er liegt auf einer Höhe von 332 m.

## Geschichte
Das Dorf Takanamat wurde um 1870 von einem Mann namens Alimane gegründet. Der Ortsname leitet sich von Akanama ab, dem Namen eines lokalen Teufels. Die ersten Siedler waren Hausa-Familien aus mehreren Dörfern um Bambeye. Ihnen folgten nach und nach Fulbe- und Tuareg-Nomaden aus den Gegenden um Bambeye und Birni-N’Konni. Während des letzten Drittels des 19. Jahrhunderts gehörte das Dorf Takanamat zum Herrschaftsgebiet der Tuareg-Untergruppe Ullemmeden, das sich Richtung Südosten bis nach Tamaské erstreckte.
Die Landgemeinde Takanamat ging als Verwaltungseinheit 2002 im Zuge einer landesweiten Verwaltungsreform aus einem Teil des Kantons Bambeye hervor.

## Bevölkerung

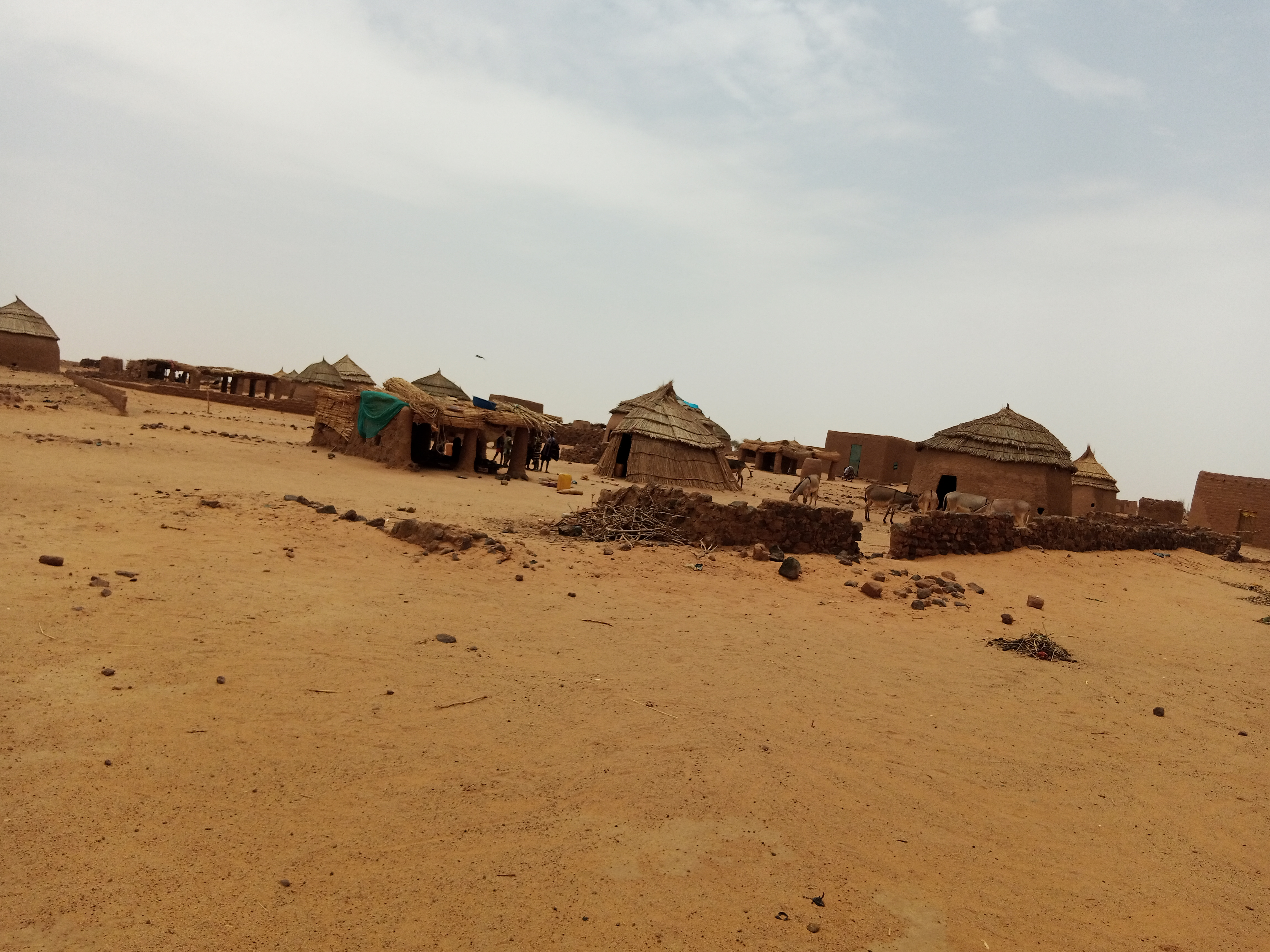
Hütten in der Siedlung Salka Damna Nomade im Gemeindegebiet von Takanamat (2021)

Bei der Volkszählung 2012 hatte die Landgemeinde 44.049 Einwohner, die in 6974 Haushalten lebten. Bei der Volkszählung 2001 betrug die Einwohnerzahl 17.580 in 2566 Haushalten.
Im Hauptort lebten bei der Volkszählung 2012 4766 Einwohner in 677 Haushalten, bei der Volkszählung 2001 3385 in 494 Haushalten und bei der Volkszählung 1988 7705 in 1297 Haushalten.
In ethnischer Hinsicht ist die Gemeinde ein Siedlungsgebiet von Tuareg und Azna.

## Politik
Der Gemeinderat (conseil municipal) hat 14 Mitglieder. Mit den Kommunalwahlen 2020 sind die Sitze im Gemeinderat wie folgt verteilt: 4 ADN-Fusaha, 3 AMEN-AMIN, 3 MPR-Jamhuriya, 1 MCRR-Godia, 1 MDEN-Falala, 1 PJP-Génération Doubara und 1 PNPD-Akal-kassa.
Traditionelle Ortsvorsteher (chefs traditionnels) stehen an der Spitze von 13 Dörfern in der Gemeinde.

## Wirtschaft und Infrastruktur
Die Gemeinde liegt in einer Zone, in der Agropastoralismus betrieben wird. In Takanamat gibt es einen Viehmarkt. Der Markttag ist Freitag. Im Gemeindegebiet wurden Kohlelagerstätten entdeckt.
Gesundheitszentren des Typs Centre de Santé Intégré (CSI) sind im Hauptort und in der Siedlung Amaloul vorhanden. Der CEG Takanamat ist eine allgemein bildende Schule der Sekundarstufe des Typs Collège d’Enseignement Général (CEG). Beim Centre de Formation aux Métiers de Takanamat (CFM Takanamat) handelt es sich um ein Berufsausbildungszentrum.